# Gregorio Mattei
Gregorio Mattei (Montepaone, 3 giugno 1761 – Napoli, 28 novembre 1799) è stato un giornalista e politico italiano.

## Biografia
Gregorio Mattei nacque a Montepaone il 3 giugno 1761 da Saverio Mattei, musicista e critico musicale (amico e biografo del Metastasio) nonché letterato, giureconsulto e poeta di corte. Avviato alla carriera di avvocato, successivamente Mattei divenne magistrato.
Nel 1799 era a Napoli, dove partecipò all'attività politica, entrando a far parte dell'alta Commissione Militare in sostituzione di Giorgio Pigliacelli. Fu tra i redattori e i promotori del Veditore Repubblicano, uno dei molti giornali fioriti nel semestre rivoluzionario a Napoli, scagliandosi contro i facili estremismi e il radicalismo giacobino di Vincenzo Russo.
Dopo la caduta della Repubblica Napoletana, fu processato ed impiccato il 28 novembre 1799, in piazza del Mercato a Napoli.